# Puchar BVA mężczyzn (2008)
Puchar BVA mężczyzn 2008 (oficjalnie Men's BVA Cup 2008) – pierwsza edycja rozgrywek o puchar krajów bałkańskich zorganizowana przez Balkan Volleyball Association (BVA). Odbyła się w dniach 19-27 września.
W Pucharze BVA 2008 uczestniczyło 9 zespołów. Rozgrywki składały się z fazy grupowej oraz turnieju finałowego, w ramach którego rozegrano półfinały, mecz o 3. miejsce i finał.
Turniej finałowy odbył się w dniach 26-27 września w hali sportowej "Lascăr Pană" (Sala Sporturilor "Lascăr Pană") w Baia Mare. Pierwszy Puchar BVA zdobył turecki klub İstanbul Büyükşehir Belediyesi, który w finale pokonał AO Kifisias. Trzecie miejsce zajął zespół Știința Explorări Baia Mare.

## System rozgrywek
W Pucharze BVA 2008 bierze udział 9 drużyn. W drodze losowania zostają one podzielone do trzech grup (A, B, C). W każdej grupie znajdują się trzy zespoły, które rozgrywają między sobą po jednym meczu. Awans do turnieju finałowego uzyskują zwycięzcy poszczególnych grup oraz gospodarz turnieju finałowego.
Turniej finałowy składa się z półfinałów, meczu o 3. miejsce oraz finału.

## Drużyny uczestniczące
| Państwo              | Drużyna                        |
| -------------------- | ------------------------------ |
| Albania              | Teuta Durrës                   |
| Bośnia i Hercegowina | OK Modriča Optima              |
| Bułgaria             | Czerno more BASK               |
| Czarnogóra           | Budva                          |
| Grecja               | AO Kifisias                    |
| Macedonia Północna   | Gio Strumica                   |
| Rumunia              | Știința Explorări Baia Mare    |
| Serbia               | Ribnica Kraljevo               |
| Turcja               | İstanbul Büyükşehir Belediyesi |

## Hale sportowe
| Grupa            | Hala sportowa                   | Miejscowość |
| ---------------- | ------------------------------- | ----------- |
| Grupa A          | Hala sportowa Partizan          | Strumica    |
| Grupa B          | Sportska dvorana KSC            | Modriča     |
| Grupa C          | Hala sportowa "Christo Borisow" | Warna       |
| Turniej finałowy | Sala Sporturilor "Lascăr Pană"  | Baia Mare   |

## Rozgrywki

### Faza grupowa

#### Grupa A
Tabela
| Lp. | Drużyna                        | Pkt | Mecze | Mecze | Mecze | Sety | Sety | Sety  | Małe punkty | Małe punkty | Małe punkty |
| Lp. | Drużyna                        | Pkt | M     | W     | P     | wyg. | prz. | ratio | zdob.       | str.        | ratio       |
| --- | ------------------------------ | --- | ----- | ----- | ----- | ---- | ---- | ----- | ----------- | ----------- | ----------- |
| 1   | İstanbul Büyükşehir Belediyesi | 4   | 2     | 2     | 0     | 6    | 1    | 6.000 | 173         | 131         | 1.321       |
| 2   | Gio Strumica                   | 3   | 2     | 1     | 1     | 4    | 5    | 0.800 | 181         | 204         | 0.887       |
| 3   | Teuta Durrës                   | 2   | 2     | 0     | 2     | 2    | 6    | 0.333 | 166         | 185         | 0.897       |

Źródło: Balkan Volleyball Association (ang.)
Zasady ustalania kolejności: 1. liczba zdobytych punktów; 2. wyższy stosunek setów; 3. wyższy stosunek małych punktów.
Punktacja: zwycięstwo – 2 pkt; porażka – 1 pkt
     awans do turnieju finałowego
Wyniki spotkań
| Data       | Godzina | Drużyna 1    | Wynik | Drużyna 2                      | Set 1 | Set 2 | Set 3 | Set 4 | Set 5 |
| ---------- | ------- | ------------ | ----- | ------------------------------ | ----- | ----- | ----- | ----- | ----- |
| 19.09.2008 | 19:00   | Teuta Durrës | 0:3   | İstanbul Büyükşehir Belediyesi | 20:25 | 21:25 | 19:25 |       |       |
| 20.09.2008 | 19:00   | Gio Strumica | 3:2   | Teuta Durrës                   | 20:25 | 23:25 | 25:19 | 25:22 | 17:15 |
| 21.09.2008 | 19:00   | Gio Strumica | 1:3   | İstanbul Büyükşehir Belediyesi | 20:25 | 10:25 | 25:23 | 16:25 |       |

#### Grupa B
Tabela
| Lp. | Drużyna           | Pkt | Mecze | Mecze | Mecze | Sety | Sety | Sety  | Małe punkty | Małe punkty | Małe punkty |
| Lp. | Drużyna           | Pkt | M     | W     | P     | wyg. | prz. | ratio | zdob.       | str.        | ratio       |
| --- | ----------------- | --- | ----- | ----- | ----- | ---- | ---- | ----- | ----------- | ----------- | ----------- |
| 1   | Ribnica Kraljevo  | 4   | 2     | 2     | 0     | 6    | 0    | MAX   | 150         | 108         | 1.389       |
| 2   | OK Modriča Optima | 3   | 2     | 1     | 1     | 3    | 5    | 0.600 | 158         | 173         | 0.913       |
| 3   | Budva             | 2   | 2     | 0     | 2     | 2    | 6    | 0.333 | 155         | 182         | 0.852       |

Źródło: Balkan Volleyball Association (ang.)
Zasady ustalania kolejności: 1. liczba zdobytych punktów; 2. wyższy stosunek setów; 3. wyższy stosunek małych punktów.
Punktacja: zwycięstwo – 2 pkt; porażka – 1 pkt
     awans do turnieju finałowego
Wyniki spotkań
| Data       | Godzina | Drużyna 1         | Wynik | Drużyna 2         | Set 1 | Set 2 | Set 3 | Set 4 | Set 5 |
| ---------- | ------- | ----------------- | ----- | ----------------- | ----- | ----- | ----- | ----- | ----- |
| 19.09.2008 | 19:00   | OK Modriča Optima | 3:2   | Budva             | 25:15 | 23:25 | 19:25 | 25:23 | 15:10 |
| 20.09.2008 | 19:00   | Ribnica Kraljevo  | 3:0   | Budva             | 25:18 | 25:18 | 25:21 |       |       |
| 21.09.2008 | 17:00   | Ribnica Kraljevo  | 3:0   | OK Modriča Optima | 25:18 | 25:15 | 25:18 |       |       |

#### Grupa C
Tabela
| Lp. | Drużyna                     | Pkt | Mecze | Mecze | Mecze | Sety | Sety | Sety  | Małe punkty | Małe punkty | Małe punkty |
| Lp. | Drużyna                     | Pkt | M     | W     | P     | wyg. | prz. | ratio | zdob.       | str.        | ratio       |
| --- | --------------------------- | --- | ----- | ----- | ----- | ---- | ---- | ----- | ----------- | ----------- | ----------- |
| 1   | AO Kifisias                 | 4   | 2     | 2     | 0     | 6    | 3    | 2.000 | 195         | 189         | 1.032       |
| 2   | Știința Explorări Baia Mare | 3   | 2     | 1     | 1     | 4    | 5    | 0.800 | 194         | 206         | 0.942       |
| 3   | Czerno more BASK            | 2   | 2     | 0     | 2     | 4    | 6    | 0.667 | 212         | 206         | 1.029       |

Źródło: Balkan Volleyball Association (ang.)
Zasady ustalania kolejności: 1. liczba zdobytych punktów; 2. wyższy stosunek setów; 3. wyższy stosunek małych punktów.
Punktacja: zwycięstwo – 2 pkt; porażka – 1 pkt
     awans do turnieju finałowego
     gospodarz turnieju finałowego
Wyniki spotkań
| Data       | Godzina | Drużyna 1                   | Wynik | Drużyna 2                   | Set 1 | Set 2 | Set 3 | Set 4 | Set 5 |
| ---------- | ------- | --------------------------- | ----- | --------------------------- | ----- | ----- | ----- | ----- | ----- |
| 19.09.2008 | 17:30   | AO Kifisias                 | 3:2   | Czerno more BASK            | 19:25 | 25:18 | 13:25 | 26:24 | 15:11 |
| 20.09.2008 | 17:30   | AO Kifisias                 | 3:1   | Știința Explorări Baia Mare | 25:23 | 22:25 | 25:21 | 25:17 |       |
| 21.09.2008 | 17:30   | Știința Explorări Baia Mare | 3:2   | Czerno more BASK            | 20:25 | 25:23 | 21:25 | 27:25 | 15:11 |

### Turniej finałowy

#### Drabinka
|  |                                |                                |                                |                                |   |             |             |       |
|  | Półfinały                      | Półfinały                      | Półfinały                      |                                |   | Finał       | Finał       | Finał |
|  | Półfinały                      | Półfinały                      | Półfinały                      |                                |   | Finał       | Finał       | Finał |
|  |                                |                                |                                |                                |   |             |             |       |
|  |                                |                                |                                |                                |   |             |             |       |
|  | Ribnica Kraljevo               | Ribnica Kraljevo               | 2                              |                                |   |             |             |       |
|  | Ribnica Kraljevo               | Ribnica Kraljevo               | 2                              |                                |   |             |             |       |
|  | AO Kifisias                    | AO Kifisias                    | 3                              |                                |   |             |             |       |
|  | AO Kifisias                    | AO Kifisias                    | 3                              |                                |   | AO Kifisias | AO Kifisias | 2     |
|  |                                |                                |                                |                                |   | AO Kifisias | AO Kifisias | 2     |
|  |                                |                                | İstanbul Büyükşehir Belediyesi | İstanbul Büyükşehir Belediyesi | 3 |             |             |       |
|  | İstanbul Büyükşehir Belediyesi | İstanbul Büyükşehir Belediyesi | İstanbul Büyükşehir Belediyesi | İstanbul Büyükşehir Belediyesi | 3 | 3           |             |       |
|  | İstanbul Büyükşehir Belediyesi | İstanbul Büyükşehir Belediyesi |                                |                                |   |             |             |       |
|  | Știința Explorări Baia Mare    | Știința Explorări Baia Mare    | 2                              |                                |   |             |             |       |
|  | Știința Explorări Baia Mare    | Știința Explorări Baia Mare    | 2                              | Mecz o 3. miejsce              |   |             |             |       |
|  |                                |                                |                                |                                |   |             |             |       |
|  |                                |                                |                                |                                |   |             |             |       |
|  |                                |                                |                                |                                |   |             |             |       |
|  | Ribnica Kraljevo               | Ribnica Kraljevo               | 2                              |                                |   |             |             |       |
|  | Ribnica Kraljevo               | Ribnica Kraljevo               | 2                              |                                |   |             |             |       |
|  | Știința Explorări Baia Mare    | Știința Explorări Baia Mare    | 3                              |                                |   |             |             |       |
|  | Știința Explorări Baia Mare    | Știința Explorări Baia Mare    | 3                              |                                |   |             |             |       |

#### Półfinały
| Data       | Godzina | Drużyna 1                      | Wynik | Drużyna 2                   | Set 1 | Set 2 | Set 3 | Set 4 | Set 5 |
| ---------- | ------- | ------------------------------ | ----- | --------------------------- | ----- | ----- | ----- | ----- | ----- |
| 26.09.2008 | 15:00   | Ribnica Kraljevo               | 2:3   | AO Kifisias                 | 14:25 | 15:25 | 25:17 | 25:20 | 14:16 |
| 26.09.2008 | 18:00   | İstanbul Büyükşehir Belediyesi | 3:2   | Știința Explorări Baia Mare | 25:19 | 22:25 | 16:25 | 25:19 | 15:13 |

#### Mecz o 3. miejsce
| Data       | Godzina | Drużyna 1        | Wynik | Drużyna 2                   | Set 1 | Set 2 | Set 3 | Set 4 | Set 5 |
| ---------- | ------- | ---------------- | ----- | --------------------------- | ----- | ----- | ----- | ----- | ----- |
| 27.09.2008 | 15:00   | Ribnica Kraljevo | 2:3   | Știința Explorări Baia Mare | 25:22 | 17:25 | 25:19 | 16:25 | 13:15 |

#### Finał
| Data       | Godzina | Drużyna 1   | Wynik | Drużyna 2                      | Set 1 | Set 2 | Set 3 | Set 4 | Set 5 |
| ---------- | ------- | ----------- | ----- | ------------------------------ | ----- | ----- | ----- | ----- | ----- |
| 27.09.2008 | 18:00   | AO Kifisias | 2:3   | İstanbul Büyükşehir Belediyesi | 16:25 | 25:20 | 17:25 | 25:22 | 11:15 |

## Klasyfikacja końcowa
| Miejsce | Klub                           |
| ------- | ------------------------------ |
| 1       | İstanbul Büyükşehir Belediyesi |
| 2       | AO Kifisias                    |
| 3       | Știința Explorări Baia Mare    |
| 4       | Ribnica Kraljevo               |
| 5       | Gio Strumica                   |
| 6       | OK Modriča Optima              |
| 7       | Czerno more BASK               |
| 8       | Teuta Durrës                   |
| 9       | Budva                          |